# Colostygia exceptata
Colostygia exceptata (en chino simplificado, 摈旋尺蛾; literalmente, ‘polilla espiral’) es una especie de polilla perteneciente a la familia Geometridae. Fue descrita por primera vez por Jakob von Sterneck en 1928. Se puede encontrar ampliamente distribuido en la China occidental. El holotipo de la especie fue descrita en la zona montañosa de Kangding a orillas del río Dadu.

## Descripción
Es una polilla color marrón violáceo con base blanca, manchas subterminales, sección central del área media y filas con puntos que delimitan dichas áreas. La cara es lisa, con un ligero mechón, mientras que los palpos y pectinaciones son largos.